# HMS Unicorn (I72)
L'HMS Unicorn (Pennant number I72), decima nave da guerra britannica a portare questo nome, è stata una portaerei leggera e nave di manutenzione aeromobili della Royal Navy. Ordinata come parte del programma di costruzioni navali del 1938, venne costruita nei cantieri Harland and Wolff di Belfast, venne impostata il 26 giugno 1939, varata il 20 novembre 1941 ed entrò in servizio il 12 marzo 1943.

## Progetto e costruzione
Con lo sviluppo dell'aviazione navale tra le due guerre mondiali, l'Ammiragliato vide la necessità di costruire "navi deposito" in appoggio alle portaerei in servizio attivo, come già era previsto con le navi appoggio per cacciatorpediniere e somemrgibili. Un'unità del genere avrebbe dovuto avere quindi la capacità di effettuare la normale manutenzione e di riparare i numerosi tipi di aerei utilizzati dal Fleet Air Arm, compresi gli idrovolanti. In pratica, una volta costruita, la Unicorn dimostrò ampiamente la validità e utilità del progetto, portando alla costruzione di due unità simili, la Perseus e la Pioneer, che entrarono in servizio nel 1945.
La Unicorn venne progettata per svolgere due ruoli: quello di nave appoggio già evidenziato, di cui fu il primo esempio per la Royal Navy, e quello di portaerei leggera di flotta, capace di trasportare, lanciare e recuperare aerei imbarcati in operazioni belliche. Venne quindi costruita con un ponte di volo esteso per tutta la lunghezza della nave, con catapulte e freni d'arresto, oltre che elevatori in grado di gestire anche i velivoli più grandi. Durante l'uso come nave appoggio, operava a bordo numerose officine con i necessari rifornimenti, oltre a trasportare 136.275 litri di benzina avio.
La sua costruzione venne rallentata più volte a causa della più alta priorità assegnata ad altri progetti, ad esempio il naviglio di scorta per i convogli; entrò quindi in servizio il 12 marzo 1943.

## Servizio
Al momento dell'ingresso in servizio, l'unità venne assegnata alla Home Fleet, con base a Scapa Flow. Fino al mese di giugno fu occupata nell'addestramento dei marinai e dei piloti e nelle prove in mare. Il 27 luglio prese parte insieme alla portaerei Illustrious ad un'azione diversiva al largo della Norvegia, simulandone una possibile invasione, durante l'Sbarco in Sicilia, ovvero lo sbarco alleato in Sicilia. Dal 5 agosto venne impiegata, sempre insieme alla Illustrious, con compiti di caccia ai sommergibili nemici e protezione ai convogli, venendo quindi trasferita nel Mediterraneo con la Forza V, composta da quattro portaerei di scorta, per appoggiare gli sbarchi alleati a Salerno. In ottobre, completate le operazioni di sbarco e appoggio alle truppe di terra, ritornò in patria tornanto ad operare con la Home Fleet.
In dicembre venne deciso il trasferimento della Unicorn presso la Eastern Fleet, insieme alle navi da battaglia Queen Elizabeth e Valiant e all'incrociatore da battaglia Renown, oltre alla portaerei Illustrious e a incrociatori e cacciatorpediniere di scorta. Salpata il 30 dicembre per Trincomalee, giunse a destinazione esattamente in un mese, dopo aver attraversato il Mediterraneo ed il canale di Suez. Tra febbraio e novembre partecipò solo ad esercitazioni della Flotta, senza partecipare ad operazioni offensive contro le forze giapponesi. In dicembre venne deciso il trasferimento dell'unità nella neonata British Pacific Fleet, con base a Fremantle.
Nel gennaio 1945 venne utilizzata come scorta, insieme all'incrociatore Suffolk e ai cacciatorpediniere Ulster, HMAS Quiberon e HMAS Quickmatch, per il transatlantico che trasportava il nuovo governatore Generale dell'Australia, Henry Windsor, da Fremantle a Sydney. Dal 20 gennaio rimase a Sydney preparandosi per il servizio nella Pacific Fleet, entrando in servizio attivo il mese successivo come portaerei d'appoggio e riparazioni. Giunta a Manus il 16 febbraio, entrando dal mese di marzo nella Task Force 57, numero identificativo dato a tutte le forze britanniche presenti nell'area. In aprile rimase alla base di Manus venendo utilizzata per le riparazioni ed il trasporto di aerei da caccia, mentre le portaerei di Flotta operavano bombardamenti sulle basi giapponesi sulle isole Sakishima. Dopo la fine dell'operazione venne trasferita a Leyte per riparare gli aerei impiegati. Dal mese di maggio venne nuovamente impiegata a Manus, con una sola interruzione in giugno quando la nave tornò a Sydney per prepararsi alle progettate operazioni sulle isole giapponesi.
Con la fine del conflitto, la Unicorn rimase assegnata alla Pacific Fleet, tornata sotto il diretto controllo britannico. Venne quindi utilizzata per trasportare i prigionieri di guerra e il personale civile trattenuto in giappone. Nel mese di dicembre 1945 ne venne deciso il ritorno in patria, dove giunse il 16 gennaio 1946. Venne quindi trasferita in riserva dopo lo sbarco degli aerei e degli equipaggiamenti riutilizzabili. Nel 1948, in vista di un nuovo ingresso in servizio, venne sottoposta a lavori di modernizzazione delle officine imbarcate. L'anno successivo, tornata in servizio attivo, venne dislocata in estremo oriente insieme alla Triumph in seguito al deteriorarsi delle relazioni diplomatiche con la Cina comunista. Trattenuta in zona in seguito allo scoppio della guerra di Corea, venne utilizzata intensamente per trasportare gli aerei da Singapore alla zona di operazioni e viceversa. Tornata quindi in patria nel 1954, venne nuovamente posta in riserva. Nel 1955 venne sottoposta a lavori di modernizzazione delle officine di bordo, senza però tornare in servizio. In seguito ad un programma di riduzione delle navi della Riserva, venne messa in vendita nel 1958 e venduta alla BISCO l'anno successivo. Giunse quindi a rimorchio a Dalmuir, in Scozia, il 15 giugno 1960, per l'inizio dei lavori di demolizione, che vennero in seguito conclusi a Troon.